# Сусельницкое
Сусельницкое — озеро в муниципальном образовании «Полистовское» Бежаницкого района Псковской области.
Площадь — 3,2 км² (320,0 га). Максимальная глубина — 3,4 м, средняя глубина — 1,2 м.
Сточное. Водное зеркало круглой формы. Относится к бассейну реки Суслянской, (бассейн реки Полисть), с которой соединяется через безымянный канал. Ближайший населённый пункт — деревня Сусельница — находится в 1,5 км к северо-востоку от озера.
Тип озера плотвично-окуневый. Массовые виды рыб: плотва, окунь, щука, красноперка, золотой карась, линь, налим, сом, вьюн, язь.
Для озера характерны: преимущественно илистое дно, в прибрежье — местами песок, заиленный песок, сплавины; бывают заморы; окружено болотом и лесами.